# Chrysogorgia pusilla
Chrysogorgia pusilla is een zachte koraalsoort uit de familie Chrysogorgiidae. De koraalsoort komt uit het geslacht Chrysogorgia. Chrysogorgia pusilla werd in 1902 voor het eerst wetenschappelijk beschreven door Versluys.